# Валентино Ланус
Валенти́но Лану́с (настоящее имя Луис Альберто Лопес исп. Luis Alberto López; род. 3 мая 1975, Мехико, Мексика) — мексиканский актёр.

## Биография
Родился в семье Луиса Альберто и Маргариты Лопес. Валентино является вторым среди четверых братьев и сестер, а также единственным мужчиной. Он начал свою карьеру в качестве модели а позже поступил в СEA при телекомпании Televisa. Именно тогда продюсер Карла Эстрада пригласила его принять участие в эпизодах теленовеллы «Мария Исабель» наряду с Адела Норьега.
Позже он получил роль в теленовеллах «Цыганская любовь» (1999), «Дом на пляже» (2000), «Первая любовь» (2000), где он играл наряду с Анной Лаевской, Анаи, Куно Бекером, Себастьяном Рульи и Маурисио Ислас.
Вскоре Валентино принимает участие в теленовелле «Игра жизни» (2001), где перевоплощается в тренера футбола. В это же время он начал встречаться с актрисой Жаклин Бракамонтес.
Он профессиональный фотограф и страстный путешественник, в 2011 году в Мадриде были выставлены его работы. Валентино является продюсером различных телевизионных передач и фильмов.

## Фильмография
| Год              | Русское название                  | Оригинальное название          | Роль                            |
| ---------------- | --------------------------------- | ------------------------------ | ------------------------------- |
| 1995             | Улица Сезам                       | Plaza Sésamo                   | Дирижёр на конкурсе             |
| 1985-2007 (1996) | Женщина, случаи из реальной жизни | Mujer, casos de la vida real   |                                 |
| 1997             | Мария Исабель                     | María Isabel                   | Антонио                         |
| 1999             | Цыганская любовь                  | Amor gitano                    | Патрисио                        |
| 2000             | Дом на пляже                      | La casa en la playa            | Мигель Анхель Вильярриаль       |
| 2000             | Первая любовь                     | Primer amor… a mil por hora    | Иманоль Хаурекуа Тассо          |
| 2001             | Первая любовь… три года спустя    | Primer amor… tres años después | Иманоль Хаурекуа Тассо          |
| 2001             | Игра жизни                        | El juego de la vida            | Хуан Карлос Домингес            |
| 2003             | Ночная Мариана                    | Mariana de la noche            | Хавьер Мендиета                 |
| 2003             | Полюбить снова                    | Amar otra vez                  | Даниэль Сесар Гонсалес          |
| 2004             | Невинность                        | Inocente de ti                 | Хулио Альберто Кастилио Линарес |
| 2005             | Рассвет                           | Alborada                       | Мартин Альварадо                |
| 2006             | Дурнушка                          | Ugly Betty                     | Круc                            |
| 2006             | Любовь без границы                | Amar sin límites               | Диего Маран                     |
| 2008             | Нет дур в раю                     | Las tontas no van al cielo     | Патрисио Молина Лисарраде       |
| 2009             | Братья-детективы                  | Hermanos y detectives          |                                 |
| 2010             | Полная любви                      | Llena de amor                  | Эмануэль Руис                   |
| 2012             | Свирепая любовь                   | Amor bravío                    | Луис дель Олмо                  |

## Продюсер
| Год  | Русское название      | Оригинальное название    |
| ---- | --------------------- | ------------------------ |
| 2007 | Веритас: Принц правды | Veritas, Prince of Truth |
| 2013 | В поисках Ингрид      | In Search of Ingrid      |

## Играет самого себя
| год  | Русское название           | Оригинальное название  |
| ---- | -------------------------- | ---------------------- |
| 2002 | Класс 406                  | Clase 406              |
| 2002 | Дон Франсиско представляет | Don Francisco presenta |

## Награды
- Премия TVyNovelas лучшему мужскому открытию — престижная награда телеканала Televisa и журнала TVyNovelas.